# Олесницький замок
Замок Олесницьких Князів в Олесниці (пол. Zamek Książąt Oleśnickich w Oleśnicy, нім. Schloss Oels) — ренесансна споруда в місті Олесниці, зведена на місці готичного замку, який знаходився тут з XIII століття. Виконував функції резиденції олесницьких князів до XIX століття. 

## Історія
Ймовірно, що оборонні укріплення олесницьких Пястів існували тут ще до 1238 року. Перша згадка про замок датується 1292 роком, тоді вроцлавський князь Генріх V Гладкий вирішував у замку суперечку щодо права утримання корчми у Ракові.  
Будівництво замку, ймовірно ініціював Конрад I Олесницький, але період розквіту замку наступив за нащадків чеського короля Їржі з Подєбрад, які заволоділи Олесницьким князівством, після згасання місцевої лінії П'ястів. Першим з них став Їндржих I Старший з Подєбрад, а після його смерті його сини: Альбрехт, Їржі І та Карел I. Син останнього — Ян з Подєбрад, розпочав велику перебудову замку. На першому етапі (з 1542 року) він розширив західне крило та вежу.Також він побудував для себе чотирикутну чотириповерхову житлову будівлю з двосхилим дахом (так званий передній замок чи передзамче, який також називають палацом вдів). 
Племінник Яна — Карел II, надав замку нинішнього вигляду. Він побудував з фундаменту східне крило, а також опертий на кронштейни клуатр, що надає замковому двору представницького характеру (1589—1600). Після цього, з внутрішньої сторони мурів давнього замку, на противагу до східного крила, постало південне крило (до 1608 року). В проєктних роботах брали участь сілезькі архітектори Бернард Нюрон та Каспер Кунео, який найбільш імовірно і став автором барбакана (збудований перед 1563 роком) та його різьблених воріт. У 1616 році замок було з'єднано галереєю з костелом і завершено будівництво сходів. Весь палацовий комплекс було прикрашено декораціями сграфіто та ренесансними порталами та стелями.   
Після згасання лінії Подєбрадів Олесницьке князівство перейшло до родини Віртембергів, які були власниками замку до 1792 року, а від них — Вельфам, які володіли ним до 1884 року (останній з Вельфів —Вільгельм, не жив у замку). Напівзанедбані будівлі наприкінці XIX століття стали прусським леном. Нові власники — Гогенцоллерни, здійснили ґрунтовну реновацію замку, який до 1945 року виконував функції їхньої літньої резиденції. 
Після Другої світової війни, у вцілілих будівлях утримували угорських та італійських військовополонених. Пізніше тут знаходилося відділення радянського Міжнародного Червоного Хреста, потому — Будівельний технікум та Центральна школа скаутських інструкторів Союзу польського харцерства. У 70-их роках XX століття було здійснено чергову реновацію замку і в ньому було розміщено відділення вроцлавського Археологічного музею.  

## Сучасність
На початку 90-их років XX століття, замок запустів, а в 1993 році замок було передано польському Добровільному трудовому корпусу, якому він належить донині. Кілька років тому замок було знову відкрито для відвідування туристами. 

## Архітектура
Внаслідок низки розширень та перебудов замок перетворився на ренесансну резиденцію з сучасними, як на той час, фортифікаціями. Найдавнішою збереженою частиною колишньої готичної споруди є вежа з кінця XIII століття, перебудована та прикрашена елементами сграфіто та згодом увінчана шатром. Помітна з верхніх поверхів галерея з кам'яною балюстрадою, засвідчує більш ранній, готичний етап будівництва замку. Одночасно з вежею будувалася нижня частина нинішнього західного крила замку, в якій розміщувався житловий будинок.  
Вхід до замку здійснювався через добудований до палацу барбакан (передбрам'я), до якого вів, понад глибоким ровом, дерев’яний міст. Портал воріт був прикрашений геральдичними щитами, яких тримали два стоячих лева. Усередині барбакану, у його верхній частині, знаходилися галереї варти та стрільниці. Оборону об’єкта можна було також здійснювати з нижньої частини барбакану, через каземати. Додатковим елементом оборони був комплекс фортифікацій бастіонів, побудований в італійському стилі. До рову, що оточував замок, прилягали оборонні мури міста. 

## Фотогалерея

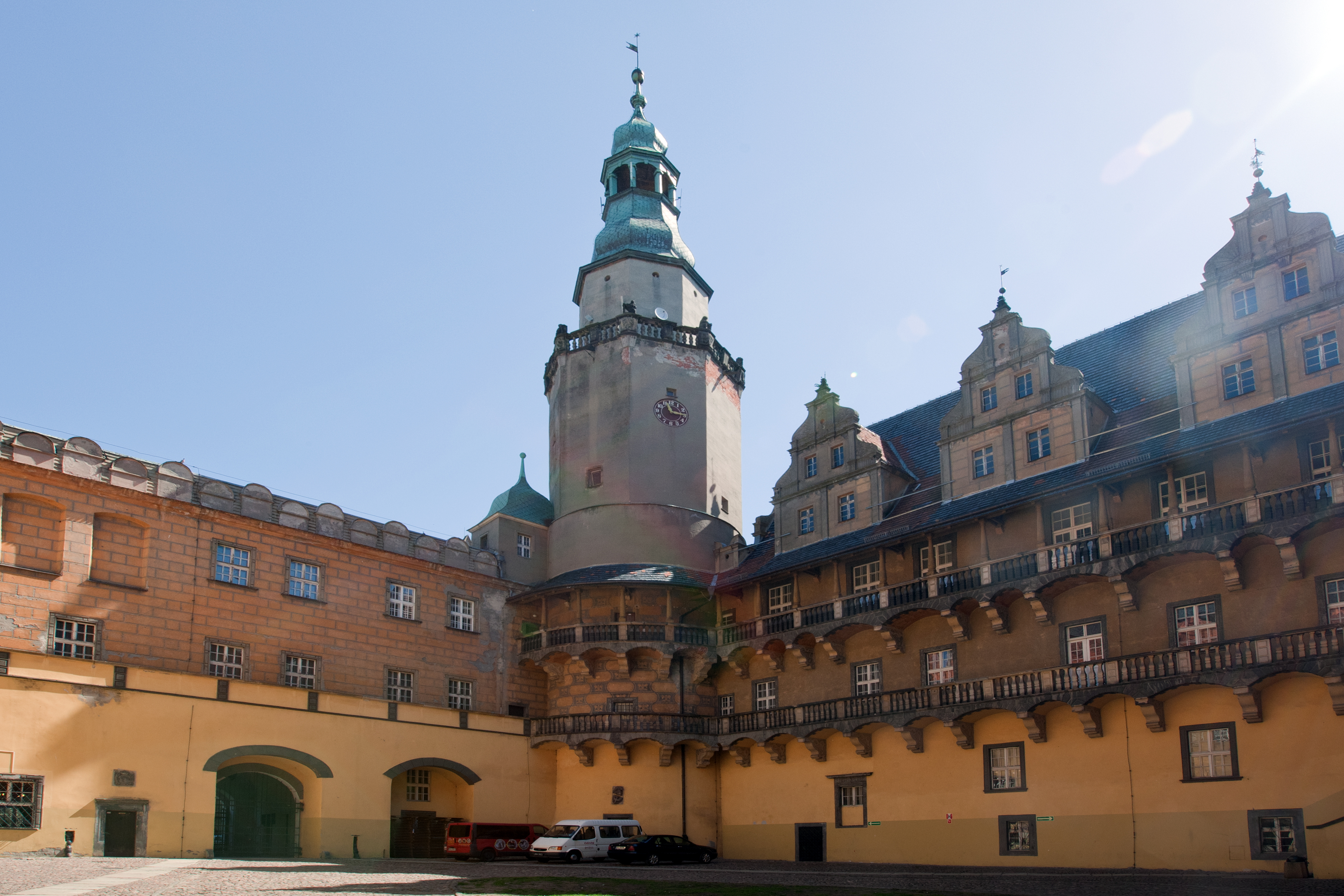
Замковий двір та вежа
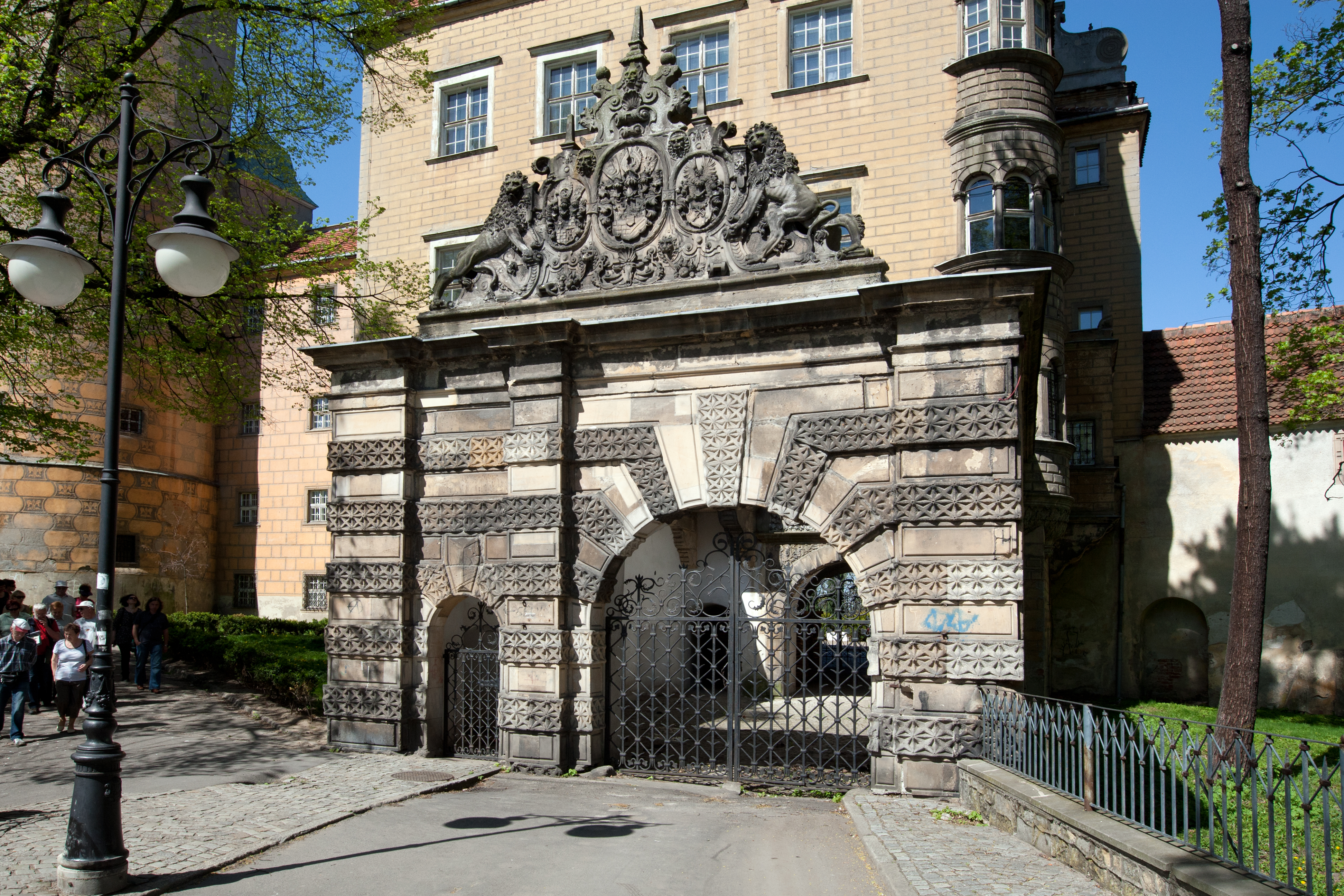
Головні ворота замку
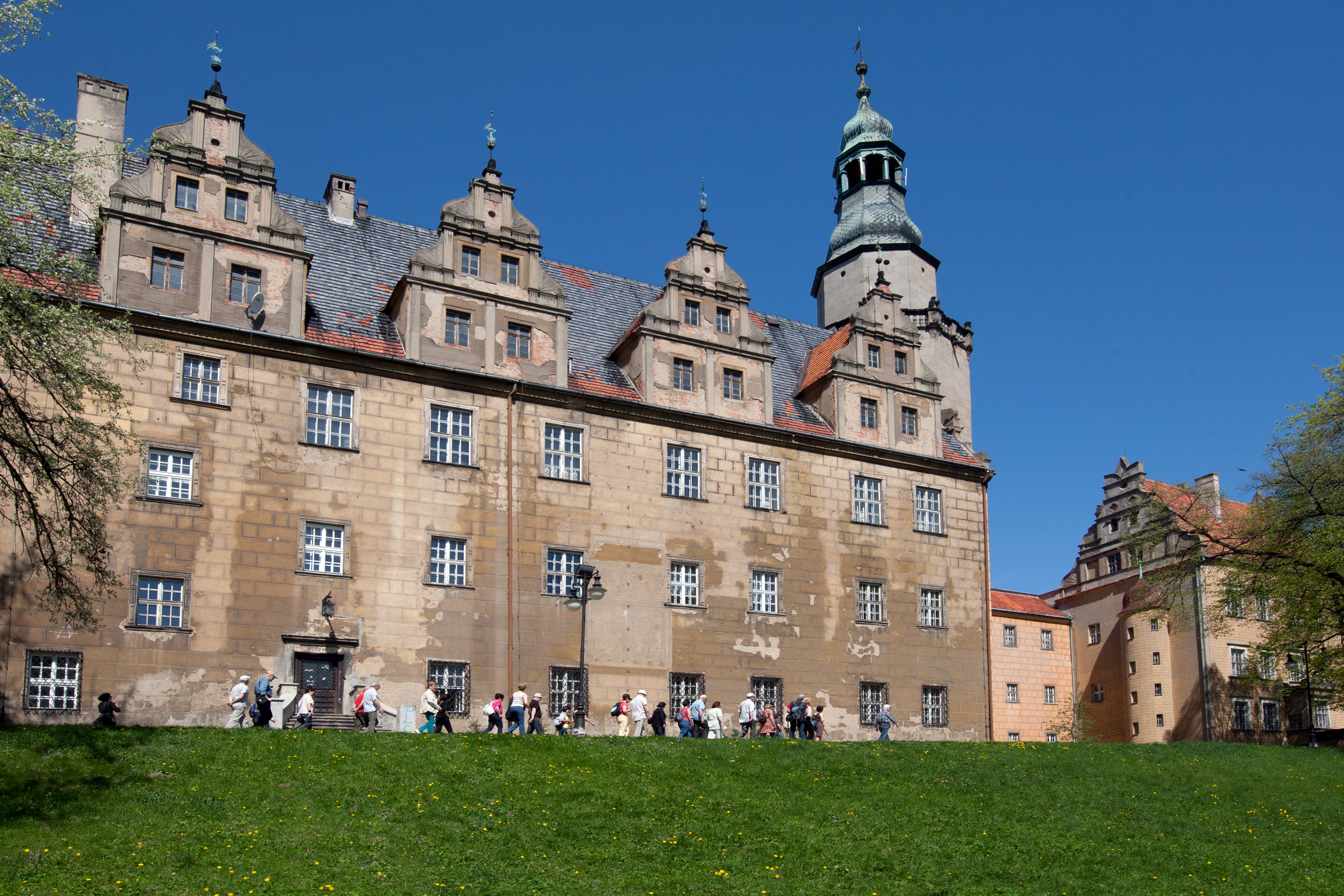
Замок в Олесниці
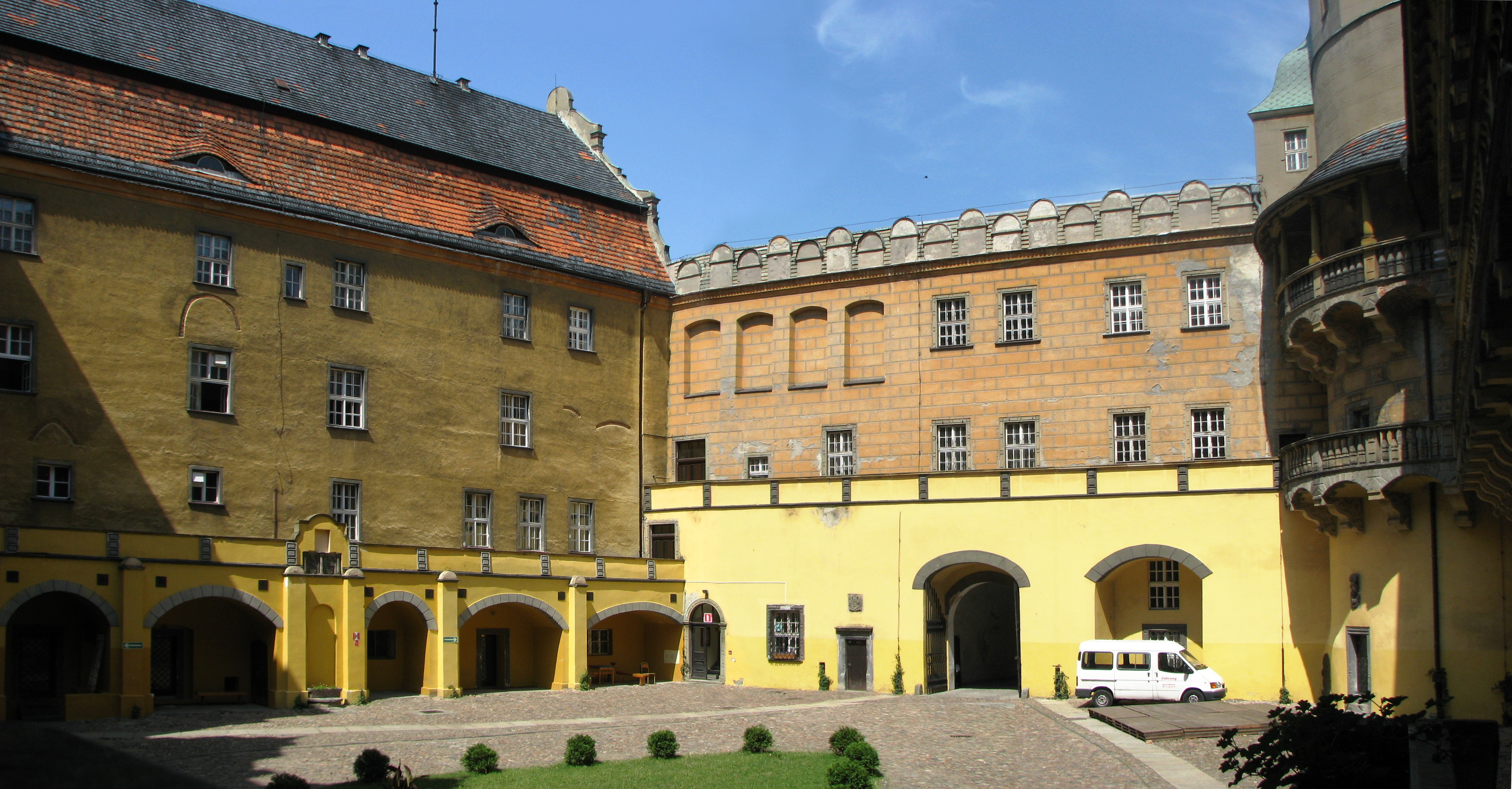
Замковий двір
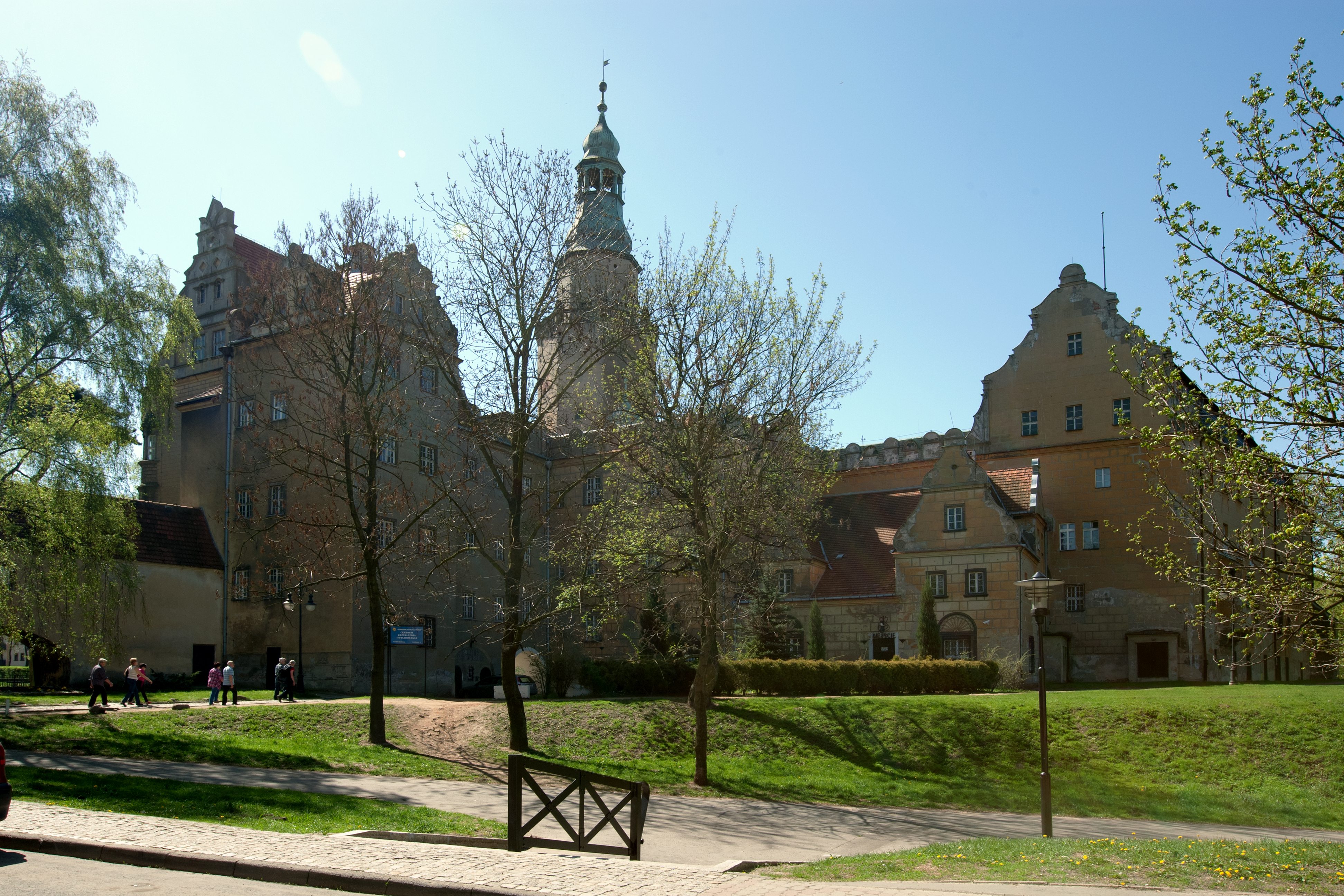
Панорама замку в Олесниці